# Leopoldo José Brenes Solórzano
Leopoldo José Brenes Solórzano (Ticuantepe, 7 de março de 1949) é um cardeal nicaraguense, atual arcebispo de Manágua.

## Biografia
Estudou no Seminário Nacional de Manágua (filosofia e teologia) e no Seminário Conciliar do México (teologia). Depois, foi para a Pontifícia Universidade Gregoriana, em Roma e para a Pontifícia Universidade Lateranense (licenciatura em teologia dogmática).
Foi ordenado padre em 16 de agosto de 1974 em Manágua, por Miguel Obando Bravo, S.D.B., arcebispo de Manágua. Foi pároco de Tisma, departamento de Manágua, em Sán Miguel, e em Santa Gema, Las Brisas. Depois foi para a paróquia de La Asunción, Manágua, e depois, das freguesias de São Pio X, Espírito Santo e Santa Rosa, também em Manágua. Foi o vigário para a Pastoral da Arquidiocese de Manágua. Depois, vigário episcopal para as vocações e ministérios.
Foi eleito bispo-titular de Maturba e bispo-auxiliar nomeado de Manágua em 13 de fevereiro de 1988. Foi consagrado em 18 de março de 1988, na catedral metropolitana de Manágua, pelo agora cardeal Miguel Obando Bravo, S.D.B., arcebispo de Manágua, assistido por Paolo Giglio, arcebispo-titular de Tindari, núncio apostólico na Nicarágua, e por Arturo Rivera Damas, S.D.B., arcebispo de San Salvador. Foi transferido para a sé de Matagalpa em 2 de novembro de 1991. Promovido à Sé metropolitana de Manágua em 1 de abril de 2005, recebeu o pálio do Papa Bento XVI em 29 de junho de 2005, na Basílica de São Pedro.

## Cardinalato
Em 12 de janeiro de 2014, foi anunciada a nomeação de Dom Leopoldo Brenes como cardeal, investidura que foi efetivada no primeiro consistório ordinário do Papa Francisco em 22 de fevereiro de 2014. Recebeu o título de cardeal-presbítero de São Joaquim em Prati di Castello.